# Séparés par l'amour (telenovela)
Séparés par l'amour (Entre tu amor y mi amor) est une telenovela vénézuélienne diffusée entre le 15 juin 2016 et le 28 novembre 2016 sur Venevisión,,. Elle est diffusée en France d'Outre-Mer sur le réseau La 1ère en 2023.

## Synopsis
Entre tu amor y mi amor raconte l'histoire de la jeune Sol (Rosmeri Marval), qui part à la recherche d'une vie meilleure, de la campagne à la ville, sans imaginer toutes les menaces et les tournants qui l'attendent. Sol tombe amoureuse d'Alejandro (Daniel Elbittar), ne sachant pas qu'il est le fils du malin qui a trompé et envoyé tuer ses parents alors qu'elle n'était qu'un petit bébé et qui a maintenant de nouvelles cruautés prêtes à la détruire et à la garder à jamais loin de son amour .
Avec le temps et grâce à un tournant du destin, Sol revient, pour récupérer l'héritage et toute la fortune du Monserrat, puis revient se venger de tous ceux qui l'ont blessé et récupérer tout ce qui lui appartient. Mais la vengeance ne sera pas facile, ni sans sacrifice, surtout face au seul homme qu'elle ait jamais aimé. En fin de compte, l'imbrication de chroniques dramatiques, apparemment déconnectées, s'imbrique parfaitement pour mettre en branle la machinerie synchronisée d'histoires qui fera douter la vérité de son passé et de la réalité de son avenir, et il sera difficile de faire la différence et le mal, et entre l'amour et la tromperie.

## Distribution
- Daniel Elbittar : Alejandro Monserrat
- Rosmeri Marval : Sol Buendía
- Simón Pestana : Heriberto Madroño
- Carlota Sosa : Reina Caicedo de Monserrat
- Juan Carlos García : José Domingo Morales
- Eileen Abad : Beatríz Alicia Monserrat Caicedo
- Antonio Delli : Eloy Monserrat
- María Antonieta Duque : Ricarda Blanco / Rika White
- Marialejandra Martín : Columba Buendía de Morales
- Yuvanna Montalvo : Aída Cárdenas Del Risco
- Greisy Mena : Maricielo Morales
- Alexander Da Silva : Carlos "Carlucho" Machado Blanco
- Flávia Gleske : Carmen García
- Erick Ronsó : Sergio Tabares
- Roberto Lamarca : Augusto Machado
- Raquel Yánez : Yuliska Galindo
- Nacho Huett : Padre Ramón Echezuría
- Ornella de la Rosa : Bárbara Monserrat
- Hecham Aljad : Cristo José Morales Estévez "Torombolo"
- Vanessa Suárez : Giselle Eugenia Machado Blanco
- Erika Santiago : Ana Isabel Domínguez
- Grecia Augusta Rodríguez : Raquel Benítez
- Héctor Peña : Rómulo Alarcón
- Jhosuees Villarroel : Hugo Pernalete
- Maira Alexandra Rodríguez : Beatriz "Betty" Casares
- Gabriel Correa Guzmán : Víctor Hugo Monserrat
- Gibson Domínguez : Juan Luis
- Leonardo Pantoja : Lito
- Shaiara Pineau : Déborah Cristina